# Horatio Greenough
Horatio Greenough, född den 6 september 1805 i Boston, död den 18 december 1852 i Somerville, Massachusetts, var en amerikansk skulptör.
Greenough fick i sin födelsestad undervisning av den franske bildhuggaren Jean-Baptiste Binon och utbildade sig i Italien, under ledning av Bertel Thorvaldsen och Pietro Tenerani. Bland hans många arbeten, vilka utmärker sig genom formens renhet, kan nämnas Venus, som tävlar om skönhetspriset, en byst av hans vän James Fenimore Cooper, George Washingtons ryttarstod (fullbordad 1843) samt gruppen The Rescue, framställande en strid mellan en kolonistfamilj och en indian (de båda sistnämnda verken i Förenta staternas Kapitolium). Greenough skrev jämväl åtskilliga uppsatser över estetiska ämnen, samlade i Henry Theodore Tuckermans A Memorial of Horatio Greenough (1853). Greenoughs brev till sin bror Henry utgavs 1887.